# Aspidispa expansa
Aspidispa expansa es un coleóptero de la familia Chrysomelidae.
Fue descrita científicamente por primera vez en 1957 por Gressitt.